# Manuel Picolo
Manuel Picolo y López (Murcia, 1855-1912) fue un pintor e ilustrador español.

## Biografía

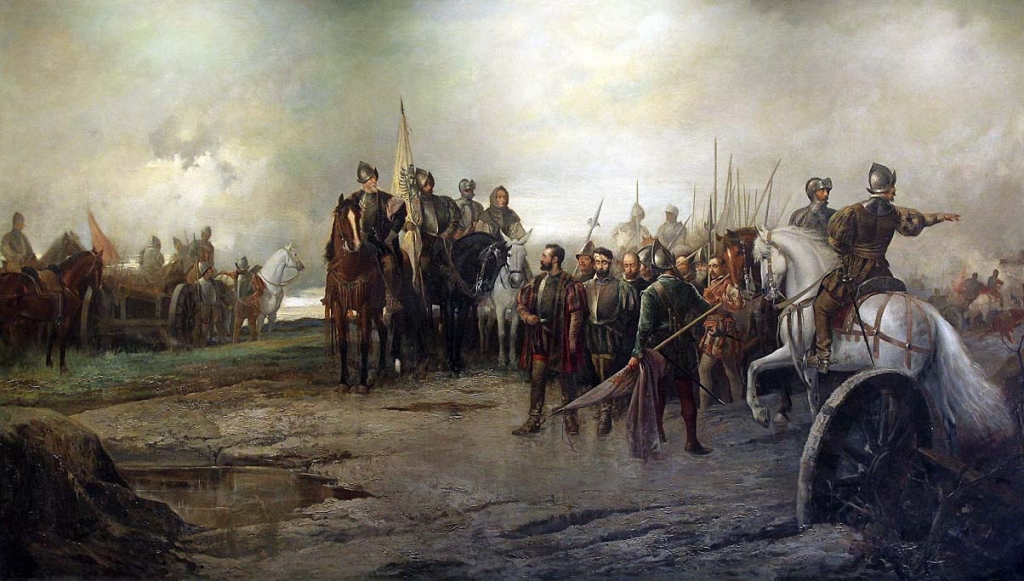
La batalla de Villalar, óleo por Manuel Picolo, 1887, en el Palacio del Marqués de Salamanca

Nació en Murcia la ya desaparecida calle del Trinquete, y desarrolló su carrera artística entre Madrid y París gracias a la beca concedida en 1872 por la Diputación Provincial de Murcia; en Madrid se formó en la Escuela Superior de Bellas Artes de San Fernando y a su vuelta de París empezó a divulgar su obra en su natal Murcia. Desde 1876 realizó diversos trabajos para festejos como el Entierro de la Sardina y participó en varias ocasiones en los llamados Juegos Florales, certamen artístico y literario creado por Javier Fuentes y Ponte; de Murcia recibió diversos encargos, como la realización de los murales que adornarían los techos de los salones del Casino de Murcia, de los que solo han subsistido los del Salón de Baile. En Madrid desarrolló además una amplia labor como ilustrador en publicaciones de la época (La Ilustración Española y Americana, La Ilustración de Levante, Blanco y Negro, Nuevo Mundo, La Lidia, etc.) y en la Editorial Calleja, obteniendo varios premios.
Cultivó el paisaje y los temas de género. Presentó su obra también en Exposiciones Nacionales de Bellas Artes y obtuvo tercera medalla en la edición de 1892 por el lienzo titulado Las fiestas de Baco. Recibió numerosos encargos de la Diputación de Murcia para decorar edificios oficiales.

## Algunas obras
- Las fiestas de Baco, óleo sobre lienzo, 200 x 300 cm, hacia 1892
- Feria andaluza, óleo sobre tabla, 12 x 16 cm, 1905 - 1910
- Lanceros franceses, óleo sobre tabla, 12 x 16 cm, 1905 - 1910
- La batalla de Villalar, 1887
- El sueño de Colón, óleo sobre lienzo, 1888
- La batalla de Bailén, 1895.